# Cicely Saunders

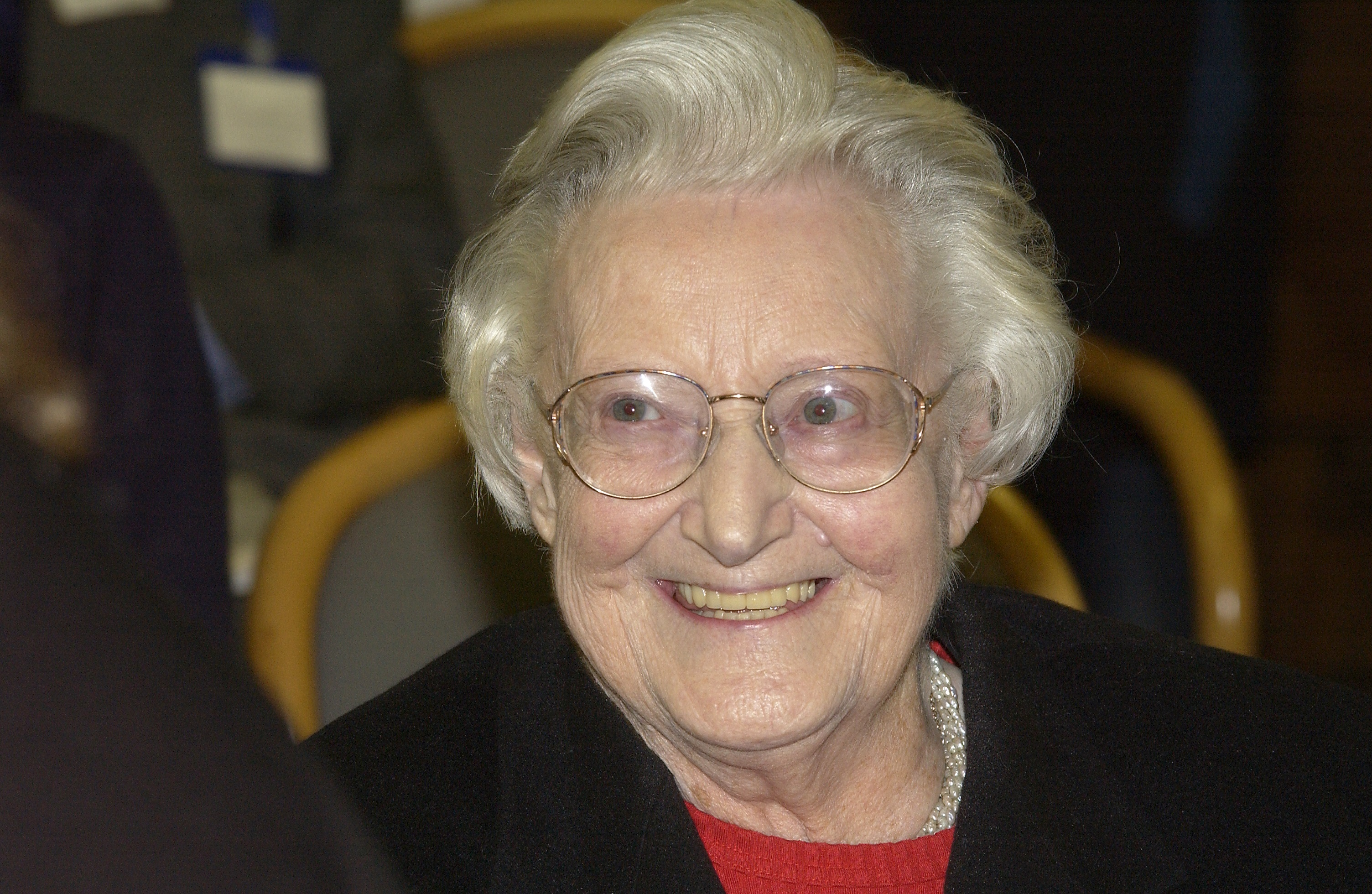
Seminario dei testimoni "Innovazione nella gestione del dolore" 2002

Dame Cicely Saunders (Barnet, 22 giugno 1918 – Londra, 14 luglio 2005) è stata un'infermiera, medico e filosofa britannica di religione cristiana (atea, si convertì aderendo alla chiesa anglicana). Ha dato vita alla diffusione degli Hospice, sottolineando l'importanza delle cure palliative nella medicina moderna, assistendo i malati terminali fino alla fine della loro vita nel modo più confortevole possibile.

## Biografia

### Formazione
Cicely Saunders nacque a Londra il 22 giugno 1918, primogenita di tre figli, nella benestante famiglia di Gordon Saunders, impegnato nel campo immobiliare, e della moglie Chrissie. All'età di dieci anni la sua istruzione venne affidata al collegio di Seaford (nel Southlands), dove la zia ricopriva il ruolo di matrona; ma solo dopo quattro anni, i genitori di Cicely decisero di far frequentare alla figlia il prestigioso collegio di Brighton, il Roedean. Il cambiamento le costò molto: a causa della sua timidezza ebbe difficoltà nelle relazioni con i coetanei. Cicely non amava Roedean, si considerava un'estranea in quel mondo che non le apparteneva.  sconforto che derivava anche dalle continue liti tra i genitori che, infine, sfociarono nella separazione. 
Cicely Saunders avrebbe voluto frequentare l'Università di Oxford dopo il diploma al Roedean ma, non avendo superato l'esame di ammissione, si recò alla Bendixen, un centro di lezioni private, e riuscì a farsi ammettere alla Society for Home Students, il futuro St Anne's College di Oxford. Avendo rinunciato al suo vecchio progetto di seguire le orme paterne in campo immobiliare, decise di studiare scienze politiche, filosofia ed economia, prima di cambiare repentinamente idea a seguito dello scoppio della Seconda guerra mondiale. Il suo disagio nel rimanere impotente mentre il conflitto mondiale infuriava la spinse a lasciare il St. Anne's, dare gli esami di pronto soccorso ed assistenza domiciliare ai malati presso la Croce Rossa britannica e, infine, prendere il diploma di infermiera.

### Gli anni da infermiera
Il lavoro di infermiera in tempo di guerra aveva caratteristiche molto particolari, nel 1939 la Scuola Professionale per Infermiere "Nightingale" venne dislocata in diverse case di cura per malattie mentali; come il Park Prewett, in cui Cicely, nonostante la pessima organizzazione della struttura, ricevette decise conferme della sua scelta professionale in quanto, per la prima volta, fu lei la ragazza più popolare a cui tutti chiedevano un parere, attribuendo tale successo alla scelta di fare l'infermiera ed alla vita che questo comportava. 
Nonostante la sua profonda dedizione, Cicely fu contrastata nel suo lavoro da un problema fisico che le creò non poco disturbo. Fin da ragazza aveva presentato una leggera scoliosi alla colonna vertebrale che, a causa del duro sforzo fisico che scaturiva dal lavoro in corsia (ed il conseguente spostamento di una vertebra), la costrinse ad abbandonare la professione infermieristica tanto desiderata.

### Assistente sociale sanitario
Per non abbandonare la cura dei malati, Saunders intraprese il ruolo di assistente sociale sanitario presso il Royal Cancer Hospital e, infine nel 1947, entrò a far parte dell'équipe dello St. Thomas's Hospital, struttura specializzata nel trattamento dei pazienti oncologici. Di particolare rilievo in questa fase è il percorso di crescita spirituale che condusse Cicely alla conversione, in particolare alla dottrina della chiesa evangelica, che la guidò nel rapporto personale con Dio.
Al St. Thomas, Cicely conobbe David Tasma, un paziente terminale, agnostico, di cui si innamorò profondamente. La loro relazione rimase confinata tra le mura dell'ospedale. Si prese cura di Tasma in qualità di assistente sociale ospedaliera e, grazie anche al coinvolgimento emotivo da cui era mossa ed alla sua recente conversione, lo aiutò ad affrontare con serenità la morte ed a restituirgli una mistica fiducia in Dio.
Basilare per il prosieguo della sua carriera fu l'esperienza che Cicely Saunders ebbe al St. Luke, una casa di accoglienza per persone in fin di vita. Lì l'assistenza ai pazienti era personalizzata: ogni persona vedeva riconosciuti la propria individualità ed il proprio microcosmo di emozioni ed affetti. Diversa rispetto all'ospedale era la somministrazione degli antidolorifici: il dolore veniva combattuto con efficacia somministrando analgesici ad intervalli regolari. Saunders comprese, tuttavia, orientata in questo dalla forte fede religiosa, come non fosse sufficiente alleviare soltanto il dolore fisico ma come occorresse non di meno soddisfare le esigenze emotive e spirituali delle persone ricoverate. La storia con David Tasma e l'esperienza al St. Luke fecero maturare in lei la consapevolezza che un grande sforzo dovesse essere avviato per lenire la disperazione dei malati terminali, cosicché iniziò a delinearsi in lei il progetto di un Hospice in cui medici, infermiere ed infermieri si facessero carico anche della tutela psicologica dei pazienti.

Cicely afferma: 

### Medica
Consapevole che come infermiera non sarebbe stata ascoltata con la sufficiente attenzione, Cicely Saunders, con l'aiuto del suo maestro e mentore, il dottor Barrett (un chirurgo di cui era diventata la segretaria), si iscrisse alla facoltà di medicina all'età di trentatré anni, spinta dalla grande motivazione che le permise di superare la severità dello studio. 
Laureatasi nel 1957, entrò nel dipartimento di farmacologia al St. Mary's Paddington come ricercatrice, dove concentrò i propri studi sull'attenuazione del dolore dei malati terminali. Forte dell'esperienza fatta al St. Luke, promosse la tecnica della regolare somministrazione di antidolorifici, contro la vigente norma secondo cui venivano somministrati solo quando il paziente lo richiedesse. Cicely sviluppò la teoria che la dipendenza da tali farmaci forti, come la morfina, non derivasse da una loro somministrazione regolare ma dal bisogno costante dei pazienti di richiederli, che ne ricordava loro la dipendenza. Una somministrazione regolare, invece, permetteva al paziente di ricevere dosi minori, di rimanere vigile e, allo stesso tempo, di ridurre il rischio di dipendenza. Questo approccio alla gestione del dolore divenne uno dei capisaldi dell'assistenza all'Hospice.
Una volta che il suo piano fu delineato, Saunders iniziò la raccolta di fondi per finanziare il suo progetto: la costruzione dello St. Christopher's Hospice. Durante questa fase, lavorò presso il St. Joseph's Hospital, luogo in cui conobbe il suo secondo amore, Antoni Michniewicz. Nuovamente, la relazione non oltrepassò le mura dell'ospedale ma la morte di Antoni offrì a Cicely una grande sensazione di empatia nei confronti delle famiglie dei pazienti con cui avrebbe trattato al St. Christopher. Afferma Saunders: “Ho sentito la sua mancanza in modo terribile, ma mi ha dato la carica per perseguire nel mio intento, dal momento che ho capito in modo profondo cosa vuol dire perdere qualcuno. Ho percepito che avevo il diritto di dire alle famiglie che potevo comprendere come si sentissero”. 
Dopo la morte di Antoni, Cicely incontrerà un altro polacco, Marion Bohusz-Szyszko, dopo aver comprato uno dei suoi dipinti per la cappella dello St. Christopher. Vivranno insieme per diciassette anni prima di sposarsi nel 1980. Bohusz-Szysko morirà nel 1995 al St. Christopher dopo dieci lunghi anni di malattia, assistito da Cicely.

### Il St. Christopher's Hospice
Il St. Christopher (così intitolato in memoria del patrono dei viandanti) vide la luce nel 1967. Si tratta di un istituto che ospita persone malate terminali di cancro o di altre malattie, ma anche anziani e malati cronici costretti a letto. Viene definito «un ospedale e una casa». L'opera di medici, infermieri e volontari si fonda sui concetti promossi dalla Saunders, assunti come modelli. Grande attenzione viene prestata alla persona malata, che necessita di cure personalizzate e fornite da un adeguato numero di infermieri qualificati. L'obiettivo è liberare la persona ammalata dalla sofferenza e dal dolore, con la consapevolezza che il dolore non ha solo una dimensione fisica, ma anche emotiva, sociale e spirituale. I farmaci vengono somministrati prima che il dolore si acuisce. È necessario creare un ambiente ricco di calore umano e di comprensione psicologica. Necessario è inoltre fornire assistenza alle famiglie delle persone ricoverate ed aiutare chi resta ad elaborare il lutto.
Cicely Saunders morì all'età di 87 anni di cancro nel 2005 nell'ospedale da lei stessa fondato.

## Riconoscimenti
- Laurea ad honorem dell'Università Yale;
- Nel 1981 è stata insignita del Premio Templeton, il più ricco premio del mondo;
- Nel 2001 fu assegnato alla Saunders e al St. Christopher il «Conrad N. Hilton Humanitarian Prize», devolvendo un milione di dollari in favore dell'Hospice.

La Saunders commenta: «Questo premio dimostra come la scienza e l'umanità debbano procedere insieme e questo è ciò su cui si fondano gli Hospice».